# Pablo (Primero de Enero)
Pablo es un pueblo en Cuba que pertenece al municipio Primero de Enero, en la Provincia Ciego de Ávila. Fue fundado en 1962 y tiene una población estimada de 671.

## Economía
La economía está centrada en la agricultura de caña, ganado y productos agrícola.

## Educación
Pablo tiene una escuela primaria para los niños que atienden desde primero a sexto grado.

## Salud
Un Medico de Familia  y una farmacia proporcionan servicios de salud a los residentes.